# Caseta de la Guàrdia Civil (Borrassà)
La Caseta de la Guàrdia Civil és una obra de Borrassà (Alt Empordà) inclosa a l'Inventari del Patrimoni Arquitectònic de Catalunya.

## Descripció
Can Cortada era coneguda per la població de l'indret com a “caseta dels civils”, indret on la Guàrdia Civil portava a terme l'intercanvi de presoners, entre les presons de Figueres i Girona, i tasques de vigilància d'un camí tan important com era el Camí Reial, actualment la carretera N-II.
L'edifici es va construir en una sola fase, amb un cos principal de planta quadrada d'uns 25 m², una estructura de planta circular en el seu extrem sud-oest, d'uns 4,7 m² (que encara es conservava dempeus) amb espitlleres, i l'empremta d'una segona torreta o garita a l'extrem nord-est, que s'hauria destruït durant les diverses obres portades a terme a la carretera N-II. El material documentat durant el procés d'excavació aporta una cronologia contemporània (segle XIX-XX), fet que concorda amb la fundació de la Guàrdia Civil com a institució l'any 1844.

## Història
La construcció de la Línia d'Alta Velocitat, en el tram Pontós-Borrassà, afectava el traçat de la carretera N-II i, per tant, es va haver de desviar provisionalment. Aquest fet afectava de ple aquesta estructura, enderrocada el 2010.